# Shadows and Light
Shadows and Light è un doppio album dal vivo della cantautrice canadese Joni Mitchell, pubblicato nel settembre 1980.
È il secondo doppio live dell'artista dopo Miles of Aisles del 1974 e anche l'ultima sua pubblicazione per la Asylum Records. All'uscita fu abbinato anche un home video tratto dallo stesso concerto.

## Descrizione
Il doppio live, che prende il titolo dall'omonimo brano tratto dall'album The Hissing of Summer Lawns (1975), fu registrato al County Bowl di Santa Barbara in California (poi divenuto Santa Barbara Bowl) il 9 settembre del 1979, durante la tournée legata all'album Mingus. Joni Mitchell volle circondarsi di musicisti di pari livello a quelli presenti sul disco e, data l'indisponibilità di Wayne Shorter e Herbie Hancock che avevano suonato in studio, sfruttò le conoscenze di Jaco Pastorius – appunto bassista su Mingus – e, oltre a lui stesso, arruolò il chitarrista Pat Metheny, il tastierista Lyle Mays, il sassofonista Michael Brecker e Don Alias, che sull'album aveva suonato le percussioni mentre in questo tour ricoprì principalmente il ruolo di batterista. Quanto al repertorio, la cantautrice si concentrò sui precedenti quattro anni di carriera – in special modo su Hejira (1976) e sullo stesso Mingus – con l'aggiunta di alcuni successi anteriori, come la celebre Woodstock, anch'essi arrangiati in chiave jazz come tutta la scaletta.
La traccia di apertura Introduction consiste nel montaggio tra i primi versi della title track (presente per intero sull'ultima facciata), uno spezzone di dialogo dal film Gioventù Bruciata (1955) e un frammento del 45 giri I'm Not a Juvenile Delinquent (1956) di Frankie Lymon and The Teenagers, cioè gli interpreti del brano Why Do Fools Fall in Love (1956) del quale l'artista canadese esegue qui una cover insieme al gruppo vocale The Persuasions. Questi ultimi, a loro volta, sono ospiti anche sulla stessa Shadows and Light.
L'album include anche due momenti solistici strumentali, indicati come tracce inedite a sé e, quanto al copyright, accreditati ai rispettivi esecutori: Pat's Solo collega tra loro i brani Amelia e Hejira e vede Pat Metheny improvvisare assieme a Lyle Mays; Don's Solo è, come da titolo, un assolo di Don Alias alle congas e funge da introduzione al brano Dreamland, che la cantautrice a sua volta interpreta accompagnata soltanto dal percussionista newyorkese.

## Il film
Il film del concerto, della durata di circa 73 minuti, uscito inizialmente su VHS e LaserDisc e riedito nel 2003 in DVD, fu diretto dalla stessa Joni Mitchell. La tracklist è più breve rispetto all'album poiché durante alcuni brani le telecamere non funzionarono a dovere. Per lo stesso motivo, l'artista in fase di montaggio fu costretta a integrare il girato del concerto con spezzoni provenienti da altri film, oppure realizzati appositamente. Il brano Hejira ad esempio è interamente costituito dalla sola traccia audio del live, montata su un filmato della cantautrice che balla sopra una pista da pattinaggio su ghiaccio. Di contro, il film documenta per intero due momenti del concerto totalmente assenti dall'album: il brano Raised on Robbery (da Court and Spark, 1974) e Jaco's Solo, improvvisazione di Jaco Pastorius al basso, che include a sua volta due accenni estemporanei: il tema di Dimitri Tiomkin dal film Prigionieri del cielo (The High and the Mighty, 1954) e il riff dal brano Third Stone from the Sun di Jimi Hendrix (1967).

## Tracce
Testi e musiche di Joni Mitchell, eccetto dove indicato.

### LP
Lato A
1. Introduction – 1:51
2. In France They Kiss on Main Street – 4:14
3. Edith and the Kingpin – 4:10
4. Coyote – 4:48
5. Goodbye Pork Pie Hat – 6:02 (testo: Joni Mitchell – musica: Charles Mingus)

Lato B
1. The Dry Cleaner from Des Moines – 4:37 (testo: Mitchell – musica: Charles Mingus)
2. Amelia – 6:40
3. Pat's Solo (strumentale) – 3:09 (musica: Pat Metheny)
4. Hejira – 7:42

Lato C
1. Black Crow – 3:52
2. Don's Solo (strumentale) – 4:04 (musica: Don Alias)
3. Dreamland – 4:40
4. Free Man in Paris – 3:23
5. Band Introduction (parlato) – 0:52
6. Furry Sings the Blues – 5:14

Lato D
1. Why Do Fools Fall in Love (feat. The Persuasions) – 2:53 (Morris Levy, Frankie Lymon)
2. Shadows and Light (feat. The Persuasions) – 5:23
3. God Must Be a Boogie Man – 5:02
4. Woodstock – 5:08

### Home video
1. Introduction – include:
2. In France They Kiss on Main Street
3. Edith and the Kingpin
4. Coyote
5. Free Man in Paris
6. Goodbye Pork Pie Hat
7. (*) Jaco's Solo (musica: Jaco Pastorius) – include:
8. Dry Cleaner from Des Moines
9. Amelia
10. Pat's Solo (musica: Pat Metheny)
11. Hejira
12. Black Crow
13. Furry Sings The Blues
14. (*) Raised on Robbery
15. Band Introduction (parlato)
16. Why Do Fools Fall in Love (feat. The Persuasions) (Morris Levy, Frankie Lymon)
17. Shadows and Light (feat. The Persuasions)

(*) Brani non presenti sul disco.

## Formazione
- Joni Mitchell – voce, chitarra elettrica
- Don Alias – batteria e percussioni
- Michael Brecker – sax tenore e sax soprano
- Pat Metheny – chitarra elettrica
- Lyle Mays – pianoforte e tastiere
- Jaco Pastorius – basso elettrico
- The Persuasions – coro (LP tracce: A1, D1, D2)